# Diversi
Föreningen Diversi är ett initiativ för att lyfta fram och stärka mångfalden i den svenska datorspelbranschen. Föreningen grundades i oktober 2013 av branschorganisationen Dataspelsbranschen tillsammans med företaget Praxikon och finansieras av Vinnova.
Ett av föreningens syften är att stötta kvinnliga spelutvecklare och speljournalister och vara en motvikt till Gamergate-rörelsen. Ett projekt kallas "Spectrum X" och är en genuscertifiering av datorspel.